# Ларин, Камиль Шамильевич
Ками́ль Шами́льевич Ла́рин (род. 10 ноября 1966, Волгоград, СССР) — российский актёр театра, кино и дубляжа, комик и телеведущий; заслуженный артист Российской Федерации (2019), заслуженный артист Республики Татарстан. Один из основателей комического театра «Квартет И».
Известен ролью электрика Камиля в спектаклях «День радио» и «День выборов» и в одноимённых фильмах: «День выборов» (2007) и «День радио» (2008).

## Биография
Родился 10 ноября 1966 года в Волгограде. По национальности ― татарин.
Родители — Шамиль Исхакович (2.6.1934 — 2.10.2023) и Равза Гиняятовна (род. 22.9.1936).
Окончил Волгоградский энергетический техникум.
В 1993 году окончил эстрадный факультет ГИТИСа (художественный руководитель курса Владимир Сергеевич Коровин). Во время учёбы познакомился с Александром Демидовым, Леонидом Барацем, Ростиславом Хаитом и режиссёром Сергеем Петрейковым. В результате образовался «Квартет И».
Являлся телеведущим программы «Верю — не верю» на ТНТ в составе «Квартета И».
Бывшая жена — Галина Ларина, сын — Ян Ларин (род. 25 февраля 1993).
19 сентября 2014 года женился на сотруднице компании «Боско» Екатерине Андреевой. 17 февраля 2015 года у пары родился сын Данияр, а 8 августа 2017 года — дочь Лейсан.

## Фильмография
- 2002 — Деньги (ТВС)
- 2002 — Специальный репортаж, или Супермен этого дня — Карен, боец «Взвода новостей»
- 2004 — Моя прекрасная няня — Леонид, дворецкий (95 серия)
- 2004 — 2005 — Фитиль (телеканал «Россия») — разные персонажи
- 2006 — Кто в доме хозяин? — Марат (серия 105)'
- 2007 — Вся такая внезапная — эпизодические роли в первой, восемнадцатой, 39 и 40 сериях
- 2007 — День выборов — Камиль Ренатович, техник аппаратно-студийного комплекса
- 2008 — День радио — Камиль, техник аппаратно-студийного комплекса
- 2009 — Синдром Феникса — Анатолий Абдрыков, бывший муж Татьяны
- 2010 — О чём говорят мужчины — Камиль
- 2010 — Доктор Тырса — водитель джипа (эпизодическая роль)
- 2010 — Трубадур (короткометражка)
- 2011 — О чём ещё говорят мужчины — Камиль
- 2011 — Каменская-6 — Володя, сосед Каменской (фильм 6 «Пружина для мышеловки»)
- 2011 — Молодожёны — Антон, коллега Лёши
- 2012 — Дед Мороз всегда звонит трижды — сосед из 110-й квартиры
- 2012 — Крепкий брак — Алексей Мухин, муж Марины
- 2013 — Быстрее, чем кролики — инспектор ДПС
- 2013 — Упакованные — Сергей Камаев, муж Маргариты
- 2014 — Тётушки — Фёдор, сантехник
- 2015 — Ералаш (выпуск № 304, сюжет «Счастье»)[8] — папа Пети
- 2016 — Страна чудес — артист Сергей Александрович Дубровский
- 2016 — День выборов 2 — Камиль Ренатович, новый губернатор
- 2018 — О чём говорят мужчины. Продолжение — Камиль
- 2018 — Команда Б — Антон Антонович Мельников-средний, отец Антона Мельникова, сенатор, герой-космонавт
- 2018 — Счастья! Здоровья!
- 2019 — Громкая связь — Лев
- 2019 — Тобол — Ходжа Касым
- 2019 — Кире (Упёртый) — Камиль
- 2020 — Обратная связь — Лев
- 2021 — Love — Игорь
- 2021 — Маленький воин — отец Вити Касаткина
- 2021 — В Бореньке чего-то нет — актёр Олег
- 2022 — О чём говорят мужчины. Простые удовольствия — Камиль
- 2023 — Родные люди (новеллы «Нижний Новгород» и «Москва») — Артём
- 2023 — Кибер Иван — Борис
- 2024 — Один день в Стамбуле — чиновник Марат

### Дубляж
- 1951 — Алиса в Стране чудес — Король Червей (дубляж студии «Пифагор», 2005 год)
- 2008 — Вольт — голубь Том
- 2012 — Пираты! Банда неудачников — Чёрный Беллами

### Роли в клипах
- Исполнил роль Фестера Аддамса в клипе Мурата Насырова «Мальчик хочет в Тамбов».
- Исполнил роль бунтующего против власти офицера в клипе группы «Агата Кристи» «Весёлый мир» совместно Леонидом Барацем и Ростиславом Хаитом. Единственная роль в клипе со словами (исключая сам текст песни).
- Исполнил роль конферансье в клипе группы «Браво» «Это за окном рассвет» совместно с коллегами Ростиславом Хаитом, Леонидом Барацем и Александром Демидовым.
- Клип Ефрема Амирамова «Молодая» — картёжник. Также в клипе снялся с коллегой Ростиславом Хаитом — пьяница.
- Клип Саши Ч «Только ты сегодня не придёшь» совместно с коллегами Леонидом Барацем и Ростиславом Хаитом.
- Клип Клементии «Где-то за морями» совместно с коллегами Леонидом Барацем, Александром Демидовым и Ростиславом Хаитом.
- Клип Аркадия Укупника «Маргаритка» совместно с коллегой Ростиславом Хаитом.

## Участие в телепроектах
- 31 июля 1995 года принял участие в игре «Угадай мелодию» с Ростиславом Хаит и Анной Касаткиной; выбывает во втором или третьем туре.
- 22 мая 2004 года принял участие в игре «Кресло». Ответил на 7 вопросов. Выигрыш: 334 600 руб.
- 24 июля 2010 года принял участие в игре «Сто к одному», команда «Квартет И». Помимо него, в команду вошли Александр Демидов, Ростислав Хаит, Анна Касаткина и Максим Виторган.
- 7 июля 2012 года и 5 февраля 2022 года принял участие в игре «Кто хочет стать миллионером?». С Александром Демидовым ответили на 12 вопросов. Выигрыш: 200 000 руб.
- 11 июля 2014 года принял участие в игре «Большой вопрос». Итоги игры — 10 (книга «Лидер или козёл отпущения»)
- Гость программы «Мой герой» на ТВЦ.

### Пародии в программе «Повтори!»
- Муслим Магомаев (1 выпуск; исполнял оригинальную песню М. Магомаева «Свадьба»);
- Вадим Тонков (2 выпуск; пародировался персонаж В. Тонкова — Вероника Маврикиевна);
- Ефим Шифрин (3 выпуск; исполнял оригинальный монолог Е. Шифрина «Кающаяся Мария Магдалина»);
- Николай Дроздов (4 выпуск, «телефонный розыгрыш» — разыграл Алексея Кортнева голосом Николая Дроздова);
- Татьяна Доронина (5 выпуск);
- Игорь Корнелюк (6 выпуск; исполнял оригинальную песню И. Корнелюка «Дожди»);
- Дед Мороз (7 выпуск, «бытовые голоса»);
- Никита Михалков (8 выпуск);
- Финал: Василий Ливанов, Юрий Никулин, Олег Табаков и Анатолий Папанов (категория «Мультфильмы»; пародировались персонажи, озвученные В. Ливановым (Карлсон), Ю. Никулиным и О. Табаковым (Бобик и Барбос) и А. Папановым (Волк)); Ефим Шифрин; Василий Ливанов (пародировался персонаж Ливанова — Шерлок Холмс)

## Награды и звания
- Заслуженный артист Российской Федерации (23 августа 2019 года) — за большой вклад в развитие отечественной культуры и искусства, многолетнюю плодотворную деятельность[9].
- Заслуженный артист Республики Татарстан.